# あいタウン
あいタウンとは、福岡県飯塚市吉原町にある飯塚都市開発の管理する複合商業施設である。

## 概要
飯塚バスターミナルの隣にあり、2003年11月28日に開館した。

## フロア
- 1F~3F 店舗のフロア(21店舗)
- 4F　駐車場と事務所などのフロア
- 5F~6F 駐車場

## 主なテナント
- 丸和
- 千鳥屋本家
- 大賀薬局
- 100円ショップミーツ
- 三井住友海上火災保険北九州支店飯塚支社
- AIG損害保険飯塚支店
- ニチイ学館飯塚教室
- JTB九州飯塚支店
- 福岡県若者しごとサポートセンター筑豊ブランチ
- 筑豊若者サポートステーション

そのほか、洋服店や中華料理店等が入店している。

## 過去に入店していたテナント
- ベスト電器 2007年12月31日閉店